# Oberhallau
Oberhallau is een gemeente en plaats in het Zwitserse kanton Schaffhausen.
Oberhallau telt 426 inwoners.
Bargen · Beggingen · Beringen · Buch · Buchberg · Büttenhardt · Dörflingen · Gächlingen · Hallau · Hemishofen · Lohn · Löhningen · Merishausen · Neuhausen am Rheinfall · Neunkirch · Oberhallau · Ramsen · Rüdlingen · Schaffhausen · Schleitheim · Siblingen · Stein am Rhein · Stetten · Thayngen · Trasadingen · Wilchingen
- Gemeinsame Normdatei: 4612474-3
- Historisch woordenboek van Zwitserland: 001290
- Virtual International Authority File: 245839512
- WorldCat: E39PBJv8FYvtXMMM6h3p8YrH4q